# Геология Арубы

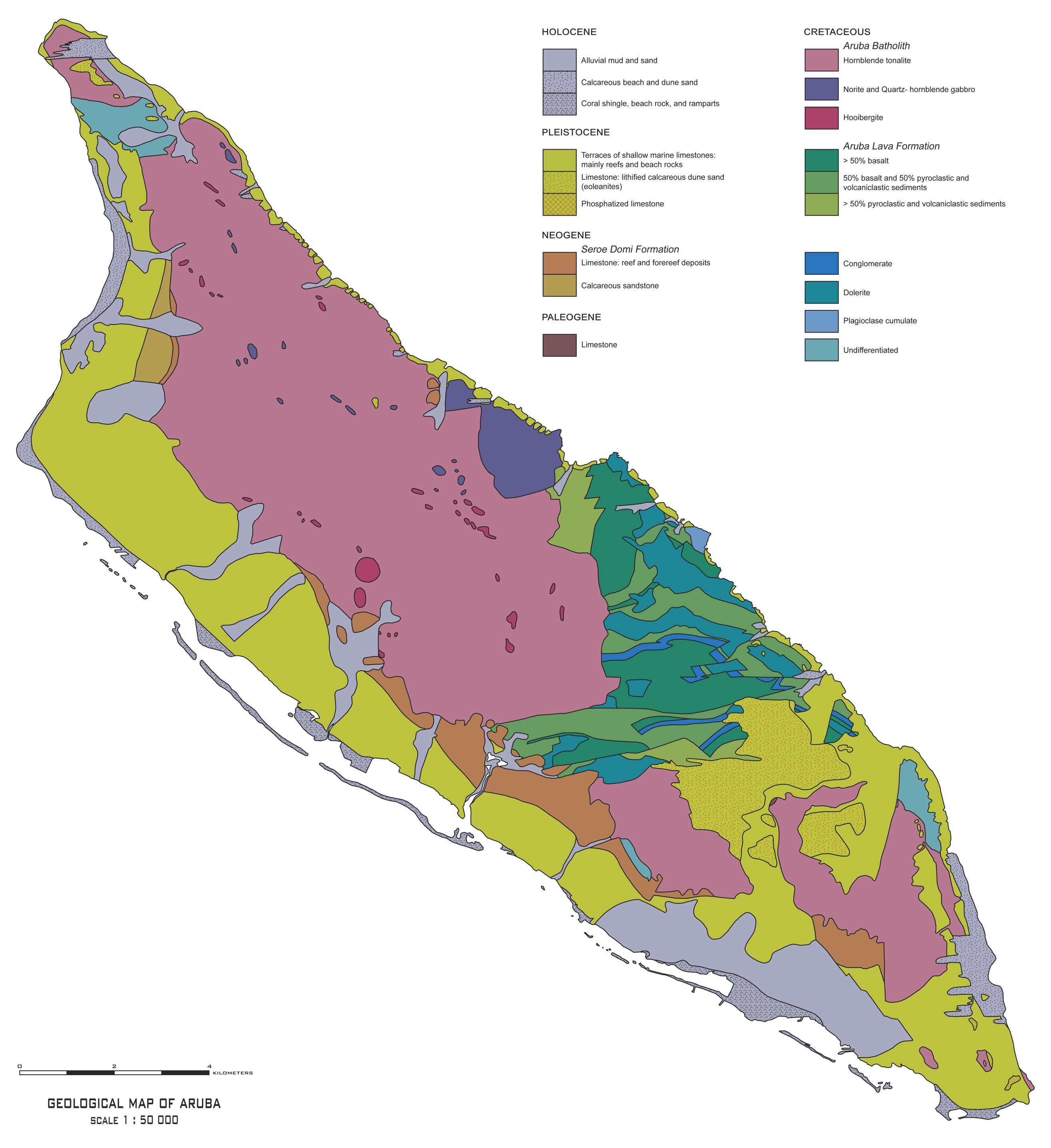
Геологическая карта Арубы

Остров Аруба сформировался в течение последних 145 миллионов лет, начиная с мелового периода, как часть островной цепочки Малых Антильских островов. Остров образован на толстом слое вулканических пород, но также имеет отложения карбонатных пород, поскольку в течение одного из периодов своего существования он был погружен под воду.

## Стратиграфия и геологическая история
Лавовое образование толщиной в три километра является самым старым образованием на острове, относящимся к меловому периоду, в который входит тоналитовый плутон. В более ранних геологических исследованиях эта часть называлась Диабазо-сланцево-туфовой формацией. Хотя в основном это базальт, он также включает в себя вулканический конгломерат, долерит, кремнезём и известняк. Небольшие осадочные горные породы сохранили окаменелости аммонита, что позволяет предположить, что он сформировался в туронский период, а рубидий-стронциевая датировка даёт результат от 85 до 70 миллионов лет назад. Остатки подушечной лавы и пластовые потоки свидетельствуют о древних извержениях, в ходе которых они стекали вниз и очень быстро охлаждаясь в морской воде. Плутон вызвал контактный метаморфизм в некоторых окружающих базальтах и оставил в породах эпидот, роговую обманку, альбит и уралит. Геохимики обнаружили, что химический состав основных и микроэлементов в горных породах почти такой же, как на Кюрасао.
Батолит тоналита роговой обманки является важной частью геологии Арубы. «Крыша» пласта сложена из древнейшего интрузивного материала — норитов и габбро. Норит переходит от гиперстена к авгиту. Габбро в изобилии содержит авгит, роговую обманку и кварц. Тоналит состоит в основном из плагиоклаза, промежуточного кварца и калиевого полевого шпата, а также темных минералов, таких как роговая обманка, биотит, клинопироксен и магнетит. Есть также небольшие залежи Трондхьемит.

## Кайнозой
Небольшое обнажение эоценового и олигоценового известняка встречается на ранчо Булуку в восточно-центральной части Арубы, без кварца, но содержащее окаменелости того периода, такие как водоросли и фораминиферы. Потребность в экспозиции на Кюрасао, образование серии Куполов находится на юго-западной стороне Арубы и включает в себя ряд обломочных известняков и конгломератов.
В 1942 году два французских монаха, используя жезлы для предсказания, поручили команде пробурить скважину Ораньестад глубиной 302 метра, в результате чего были обнаружены пески и глины плиоцена и позднего миоцена, а также гиперсолевая артезианская скважина. Пять известняковых террас образовались за последние 2,5 миллиона лет четвертичного периода.